# Aviano
Aviano – miejscowość i gmina we Włoszech, w regionie Friuli-Wenecja Julijska, w prowincji Pordenone.
Według danych na rok 2004 gminę zamieszkiwało 8220 osób, 72,7 os./km².

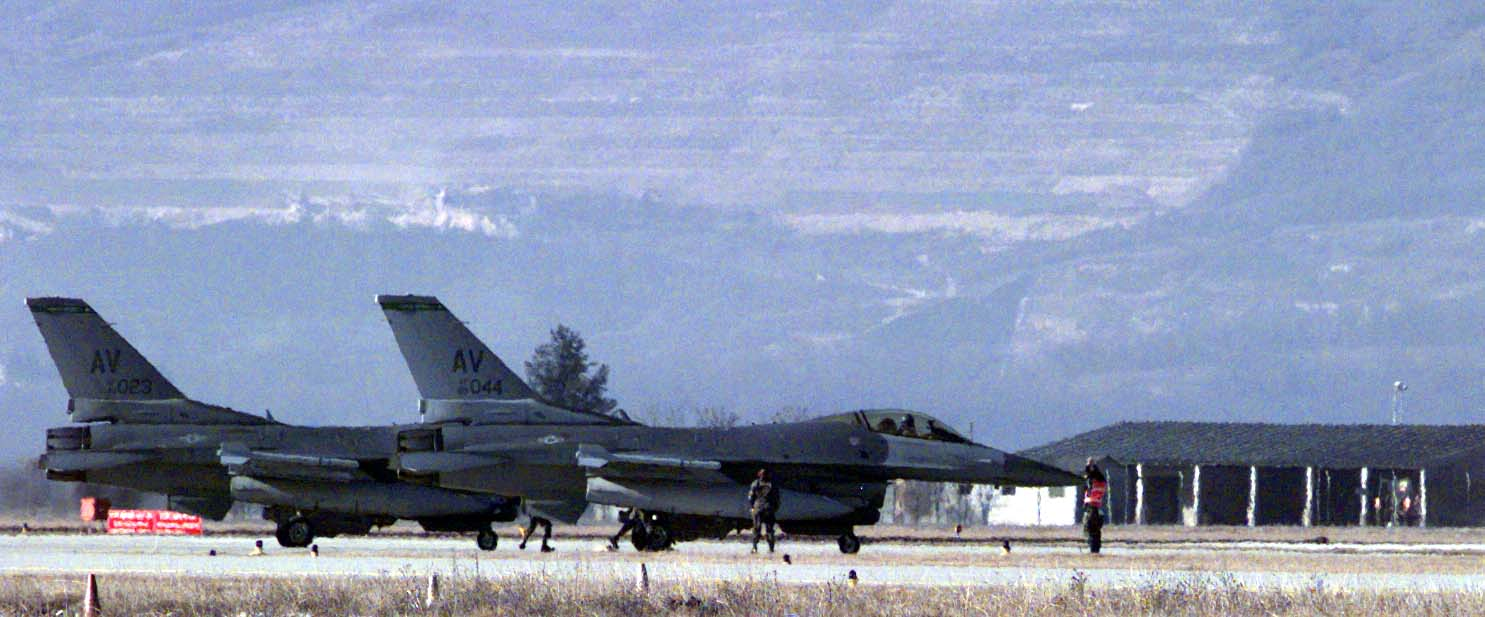
F-16 w bazie Aviano

W pobliżu znajduje się amerykańska baza lotnicza Aviano Air Base.
W Aviano urodził się bł. Marek z Aviano (1631-1699) kapucyn, jeden z najwybitniejszych kaznodziejów XVII wieku.